# Bonaventura de Bagnoregio
Bonaventura de Bagnoregio italià: Bonaventura 1221 - 15 de juliol de 1274), nascut Giovanni di Fidanza, fou un franciscà italià medieval, teòleg i filòsof escolàstic. Fou el setè ministre general de l'Orde dels Frares Menors i també cardenal bisbe d'Albano. Va ser canonitzat el 14 d'abril de 1482 pel papa Sixt IV i declarat Doctor de l'Església l'any 1588 pel Papa Sixt V amb el qualificatiu de "Seràfic" (en llatí : Doctor Seraphicus). El seu dia de festa és el 15 de juliol. Molts escrits que es creien seus a l'edat mitjana són ara recollits amb el nom de Pseudo-Bonaventura.

## Biografia
Va néixer a Bagnoregio, no gaire lluny de Viterbo, que llavors formava part dels Estats Pontificis. No se sap gairebé res de la seva infància, a part dels noms dels seus pares, Giovanni di Fidanza i Maria di Ritella. Bonaventura sembla que va estar a punt de morir quan era un nen, ja que va explicar que, de jove, va ser salvat de la mort per les oracions de la seva mare a sant Francesc d'Assís, que potser és la motivació principal perquè Bonaventura escrigués la Vita.
Va ingressar a l'orde Franciscà el 1243 i va estudiar a la Universitat de París, possiblement amb Alexandre de Hales i certament amb el successor d'Alexandre, Jean de La Rochelle. El 1253 ocupava la càtedra franciscana a París. Una disputa entre seculars i mendicants va retardar la seva recepció com a Mestre fins al 1257, on es va graduar en companyia de Tomàs d'Aquino. Tres anys abans la seva fama li havia valgut el lloc de conferenciant a Els quatre llibres de sentències, un llibre de teologia escrit per Pere Llombard al segle xii —i el 1255 va rebre el títol de mestre, l'equivalent medieval del doctorat.
Després d'haver defensat amb èxit l'ordre contra els retrets del partit anti-mendicant, va ser elegit ministre general de l'orde franciscà. El 24 de novembre de 1265 va ser seleccionat per al càrrec d'arquebisbe de York però mai no va ser consagrat i va renunciar al nomenament l'octubre de 1266.
Durant el seu mandat, el capítol general de Narbona, celebrat el 1260, va promulgar un decret que prohibia la publicació de qualsevol obra fora de l'orde sense permís dels superiors. Aquesta prohibició ha induït els escriptors moderns a jutjar severament els superiors de Roger Bacon dient que tenien enveja de les seves capacitats. Tanmateix, la prohibició era general i s'estenia a tot l'orde. La seva promulgació no es dirigia contra Bacon sinó contra Gerard de Borgo San Donnino que havia publicat el 1254 sense permís una obra herètica, Introductorius in Evangelium æternum (una introducció a l'evangeli etern). Després, el capítol general de Narbona va promulgar el decret esmentat, idèntic al "constitutio gravis in contrarium" de què parla Bacon. La prohibició esmentada va ser anul·lada a favor de Roger inesperadament el 1266.
Bonaventura va ser fonamental per a l'elecció del papa Gregori X, que el va recompensar amb el títol de cardenal bisbe d'Albano, i va insistir en la seva presència al gran Segon Concili de Lió el 1274. Allà en va prendre la direcció i hi va fer importants contribucions i va promoure un acostament entre les esglésies grega i llatina, Bonaventura va morir sobtadament i en circumstàncies sospitoses. L'edició de l'Enciclopèdia Catòlica de 1913 conté cites que suggereixen que va ser enverinat, però no se'n fa cap menció a la segona edició de la New Catholic Encyclopedia del 2003. La seva oració fúnebre fou pronunciada pel seu amic, el dominic Pierre de Tarentaise, futur Innocenci V.
Fou enterrat a l'església dels franciscans de Lió i traslladat a una nova església, dita de Sant Bonaventura, el 1450. L'any 1562 el hugonots van profanar el sepulcre i en van cremar les despulles. Nomé se'n salva un braç que és l'única relíquia existent de Bonaventura amb la mà amb què va escriure el seu Comentari de les sentències, conservat ara a Bagnoregio, a l'església parroquial de Sant Nicolau.
Va dirigir els franciscans amb un rumb moderat i intel·lectual que els va convertir en l'orde més destacat de l'Església catòlica fins a l'arribada dels jesuïtes. La seva teologia va estar marcada per un intent d'integrar completament la fe i la raó. Va pensar en Crist com "el veritable mestre" que ofereix als humans un coneixement que comença en la fe, es desenvolupa a través de la comprensió racional i es perfecciona per la unió mística amb Déu.

## Teologia i treballs

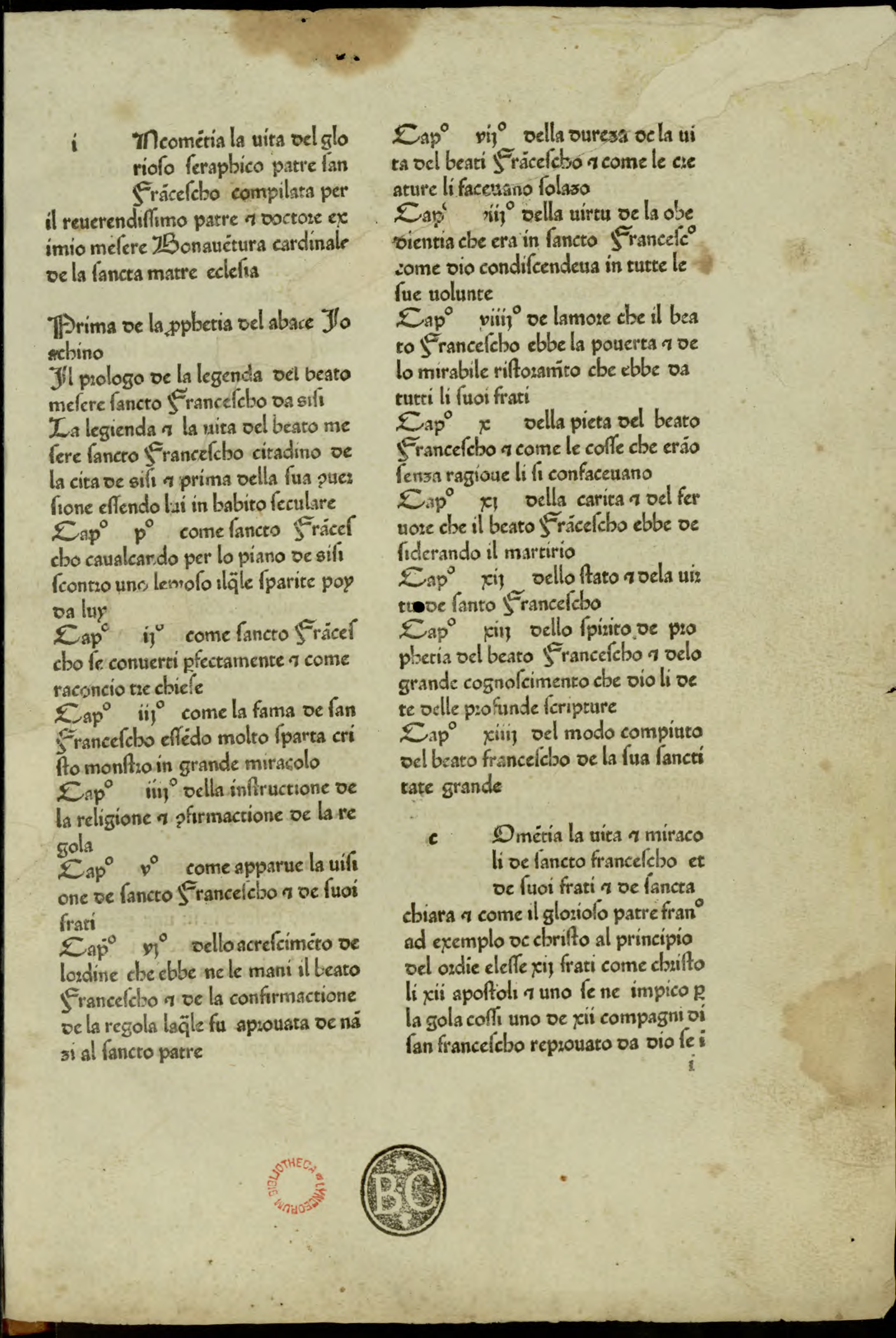
Legenda maior, 1477

### Escrits
Bonaventura va ser formalment canonitzat el 1484 pel papa franciscà Sixt IV i declarat doctor de l'Església per un altre franciscà, el papa Sixt V. El 1587. Bonaventura va ser considerat com un dels més grans filòsofs de la Edat mitjana. Les seves obres, tal com es van disposar a l'edició crítica més recent dels Frares de Quaracchi (Collegio S. Bonaventura), consisteixen en un Comentari sobre les frases de llombard, en quatre volums, i vuit volums més, inclòs un Comentari sobre l'evangeli de Sant Lluc i diverses obres més petites; les més famosos de les quals són El camí de la ment vers Déu (Itinerarium mentis in Deum), un esbós de la seva teologia o lectura breu (Breviloquium), Reducció sobre les arts de la teologia (De reductione artium ad theologiam), i Soliloqui sobre els quatre exercicis espirituals (Soliloquium de quatuor mentalibus) exercitiis), L'arbre de la vida (Lignum vitae) i El camí triple (De Triplici via), aquests tres darrers escrits per a la direcció espiritual dels seus companys franciscans.
El filòsof alemany Dieter Hattrup nega que la Reducció sobre les arts de la teologia hagi estat escrita per Bonaventura, afirmant que l'estil de pensament no coincideix amb l'estil original de Bonaventura. La seva posició ja no es pot mantenir tenint en compte les recents investigacions: el text continua sent "indubtablement autèntic". Una obra que durant molts anys va ser atribuïda falsament a Bonaventura, De septem itineribus aeternitatis, va ser realment escrita per Rudolf von Biberach (vers 1270-1329).
Bonaventura va escriure el tractat Sobre la perfecció de la vida per a Isabel de França, germana del rei Lluís IX de França, i el seu monestir de clarisses de Longchamps
El Comentari a les sentències, escrit al comandament dels seus superiors quan tenia vint-i-set anys, és l'obra principal de Bonaventura i la majoria dels seus altres escrits teològics i filosòfics en depenen d'alguna manera. No obstant això, algunes de les obres posteriors de Bonaventurs, com les Conferències sobre els sis dies de la creació, mostren desenvolupaments substancials més enllà de les Sentències.

### Filosofia
Bonaventura va escriure sobre gairebé tots els temes tractats pels escolars, i els seus escrits són substancials. Un gran nombre d'ells tracta de la fe en Crist, Déu i la teologia. Cap obra de Bonaventura és exclusivament filosòfica, una il·lustració sorprenent de la interpenetració mútua de la filosofia i la teologia que sigui un signe distintiu del període escolàstic.
Gran part del pensament filosòfic de Bonaventura mostra una influència considerable per part d'Agustí d'Hipona. Tant és així que De Wulf el considera el millor representant medieval de l'agustinisme. Bonaventura afegeix principis aristotèlics a la doctrina agustiniana, especialment en relació amb la il·luminació de l'intel·lecte i la composició dels éssers humans i altres éssers vius quant a matèria i forma. Agustí, que havia introduït a l'oest moltes de les doctrines que definirien la filosofia escolar, era una font increïblement important del platonisme de Bonaventura. El místic Dionís l'Areopagita va ser una altra influència notable.
En filosofia, Bonaventura presenta un marcat contrast amb els seus contemporanis, Roger Bacon, Albert el Gran i Tomàs d'Aquino. Tot i que es pot considerar que representen, respectivament, la ciència física encara en els seus inicis i l'escolàstica aristotèlica en la seva forma més perfecta, presenta el mode d'especulació mística i platonitzant que, fins a cert punt, ja havia trobat expressió en Hug i Ricard de Sant Víctor, Alexandre de Hales i Bernat de Claravall. Per a ell, l'element purament intel·lectual, encara que mai absent, té un interès inferior si es compara amb el poder viu dels afectes o del cor.

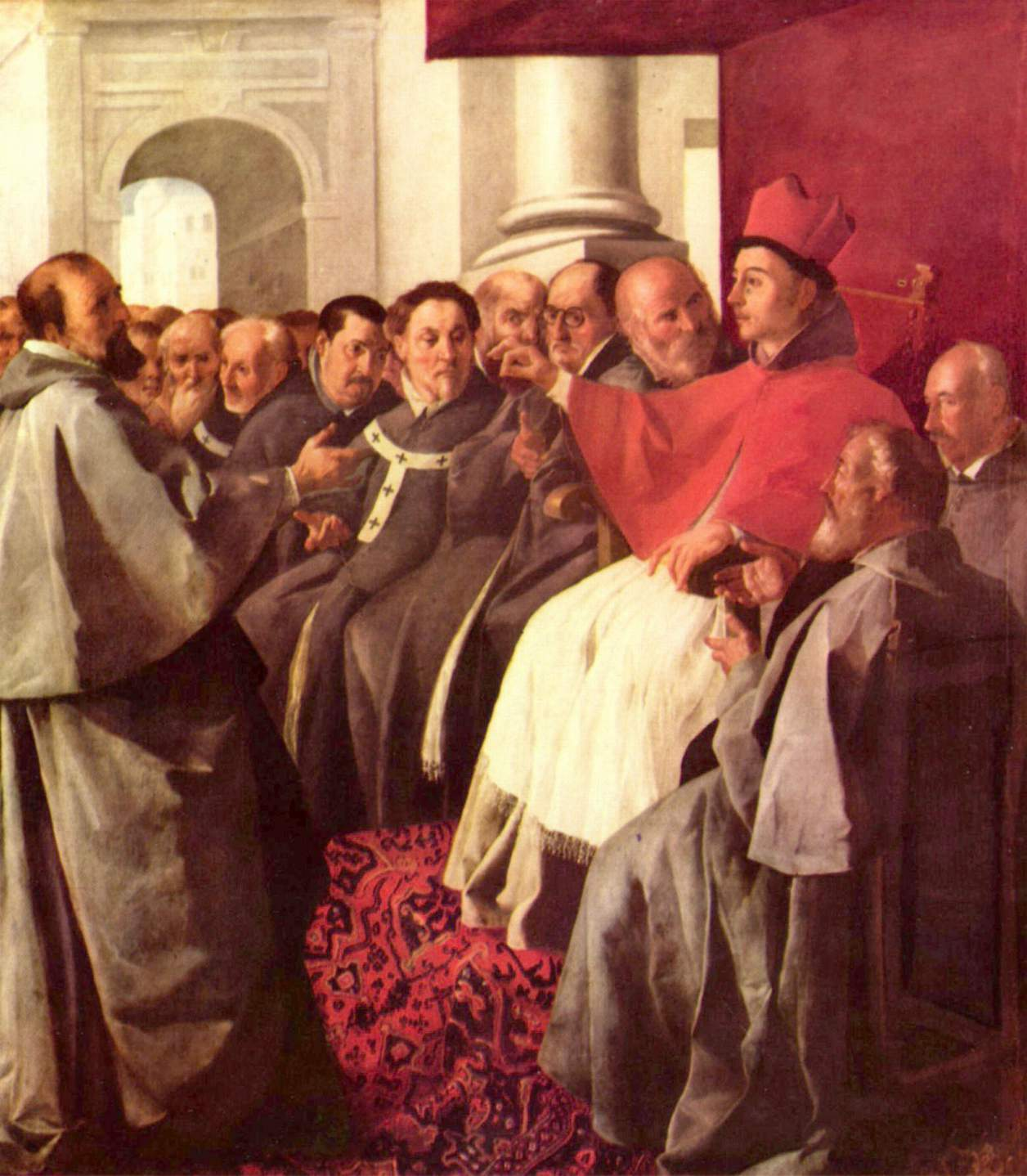
Sant Bonaventura rep els enviats de l'emperador romà d'Orient al Segon Concili de Lió.

Igual que Tomàs d'Aquino, amb qui compartia nombrosos acords profunds en matèria teològica i filosòfica, va combatre vigorosament la noció aristotèlica de l'eternitat del món (tot i que no estava d'acord amb Aquino sobre la possibilitat abstracta d'un univers etern). Bonaventura accepta la doctrina neoplatònica segons la qual les "formes" no existeixen com a entitats subsistents, sinó com a ideals o arquetips en la ment de Déu, segons els quals es van formar les coses reals; i aquesta concepció no influeix lleugerament en la seva filosofia. A causa d'aquesta filosofia, el físic i filòsof Max Bernhard Weinstein va afirmar que Bonaventura mostrava fortes inclinacions pandeistes.
Com tots els grans doctors escolàstics, Bonaventura comença amb la discussió de les relacions entre la raó i la fe. Totes les ciències no són més que les esclaves de la teologia; la raó pot descobrir algunes de les veritats morals que constitueixen les bases del sistema cristià, però d'altres només les pot rebre i comprendre mitjançant la il·luminació divina. Per obtenir aquesta il·luminació, l'ànima ha d'emprar els mitjans adequats, que són l'oració, l'exercici de les virtuts, mitjançant les quals es fa adequat acceptar la llum divina i la meditació que pot arribar fins a la unió extàtica amb Déu. El final suprem de la vida és aquesta unió, la unió en la contemplació o l'intel·lecte i en l'amor intens i absorbent; però no es pot assolir completament en aquesta vida i queda com a esperança de futur.
Igual que Aquino i altres notables filòsofs i teòlegs del segle xiii, Bonaventura creia que era possible demostrar l'existència de Déu i la immortalitat de l'ànima. Ell ofereix diversos arguments a favor de l'existència de Déu, incloent versions de l'argument ontològic d'Anselm de Canterbury i l'argument d'Agustí de les veritats eternes. El seu principal argument a favor de la immortalitat de l'ànima apel·lacions als éssers humans el desig natural de felicitat perfecta, i és una reminiscència de l'argument del desig de C.S. Lewis. Contràriament a Aquino, Bonaventura no creia que la filosofia fos una disciplina autònoma que es pogués perseguir amb èxit independentment de la teologia. Creia que qualsevol filòsof caurà en un greu error, a qui manca la llum de la fe.
Mestre de la frase memorable, Bonaventura va afirmar que la filosofia obre la ment a almenys tres rutes diferents que els humans poden emprendre en el seu viatge cap a Déu. Criatures materials no intel·lectuals que va concebre com a ombres i vestigis (literalment, petjades) de Déu, enteses com la causa última d'una raó filosòfica mundial que pot demostrar que es van crear en un primer moment del temps. Criatures intel·lectuals que va concebre com a imatges i semblances de Déu, el funcionament de la ment i la voluntat humanes que ens porten a Déu entès com a il·luminador del coneixement i donador de gràcia i virtut. La ruta final cap a Déu és la ruta de l'ésser, en què Bonaventura va reunir l'argument d'Anselm amb la metafísica aristotèlica i neoplatònica. Veure Déu com l'ésser absolutament perfecte l'essència del qual comporta la seva existència, un ésser absolutament simple que fa que existeixin tots els altres éssers compostos.
Bonaventura, però, no és només un pensador meditatiu, les obres del qual poden formar bons manuals de devoció; és un teòleg dogmàtic d'alt rang i, sobre totes les qüestions discutides del pensament escolar, com ara els universals, la matèria, les raons fonamentals, el principi d'individuació o l'intellectus agens, pren decisions pesades i ben raonades. Està d'acord amb Albert el Gran en considerar la teologia com una ciència pràctica; les seves veritats, segons el seu punt de vista, estan peculiarment adaptades per influir en els afectes. Discuteix amb molta cura la naturalesa i el significat dels atributs divins; considera que els universals són les formes ideals preexistents a la ment divina segons les quals es van formar les coses; considera que la matèria és pura potencialitat que rep l'ésser individual i la determinació del poder formatiu de Déu, actuant d'acord amb les idees; i finalment sosté que l'intel·lecte agent no té una existència separada. Sobre aquests i molts altres punts de la filosofia escolar, el "metge seràfic" exhibeix una combinació de subtilesa i moderació, cosa que fa que les seves obres siguin particularment valuoses.
En forma i intenció, l'obra de sant Bonaventura és sempre obra d'un teòleg; escriu com aquell per a qui l'únic angle de visió i el criteri més proper de la veritat és la fe cristiana. Aquest fet influeix en la seva importància per a la història de la filosofia; juntament amb el seu estil, fa que Bonaventura sigui potser la menys accessible de les principals figures del segle xiii. Això és cert, no perquè sigui teòleg, sinó perquè la filosofia l'interessa en gran manera com una praeparatio evangelica, com una cosa que s'ha d'interpretar com una prefiguració o una desviació del que Déu ha revelat.
D'una manera que no és certa d'Aquino, d'Albert o d'Escot, Bonaventura no sobreviu bé a la transició del seu temps al nostre. És difícil imaginar un filòsof contemporani, cristià o no, que citi un passatge de Bonaventura per fer un punt específicament filosòfic. Cal conèixer filòsofs per llegir Bonaventura, però l'estudi de Bonaventura poques vegades és útil per comprendre els filòsofs i els seus problemes característics. Bonaventura com a teòleg torna a ser diferent, així com Bonaventura, l'edificant autor. És en aquestes àrees, més que en la filosofia pròpiament dita, que cal buscar la seva importància contínua.

## Canonització
El dia de la festa de Bonaventura es va incloure al calendari general romà immediatament després de la seva canonització el 1482. Al principi es va celebrar el segon diumenge de juliol, però es va traslladar el 1568 al 14 de juliol, ja que el 15 de juliol, aniversari de la seva mort, en aquest temps estava ocupat per la festa de Sant Enric. Va romandre en aquesta data, amb el rang de «doble», fins al 1960, quan es va reclassificar com a festa de la tercera classe. El 1969 fou classificat com a memòria obligatòria i assignat a la data de la seva mort, el 15 de juliol.
És el patró dels trastorns intestinals.
Sant Bonaventura és patró de Pedreguer des d'abans del 1661.
A Barcelona hi havia la col·legiata de Sant Bonaventura des del segle XVII a la Rambla, on ara hi ha l'hotel Oriente.

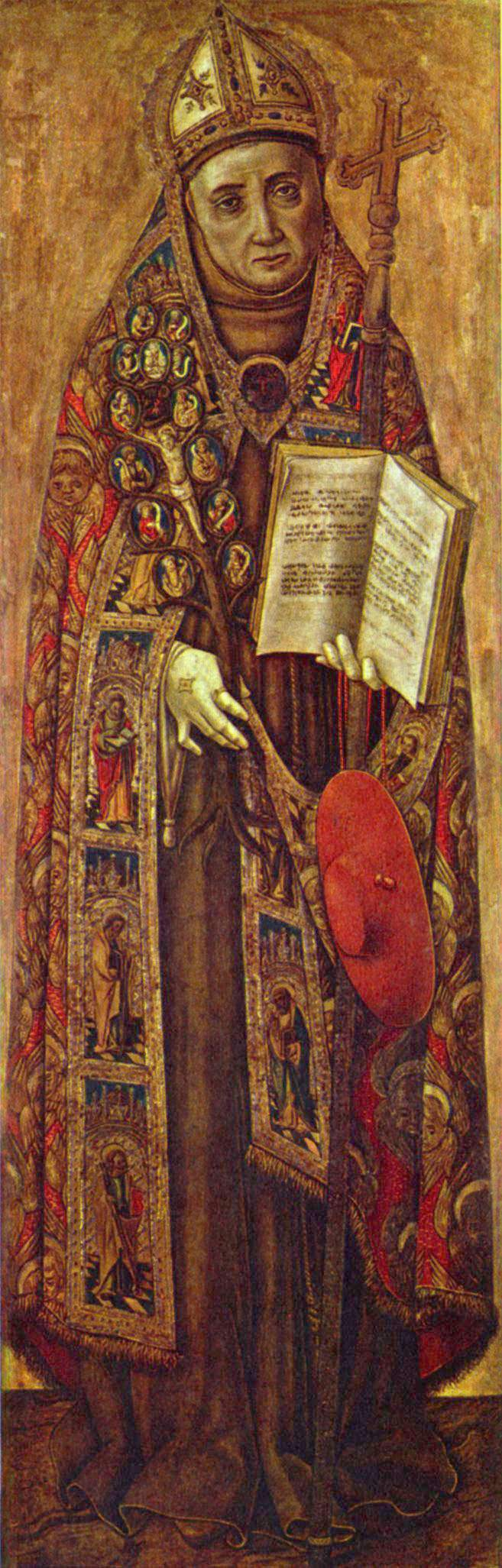
Pintura de Carlo Crivelli, 1500 (Amsterdam, Rijksmuseum)
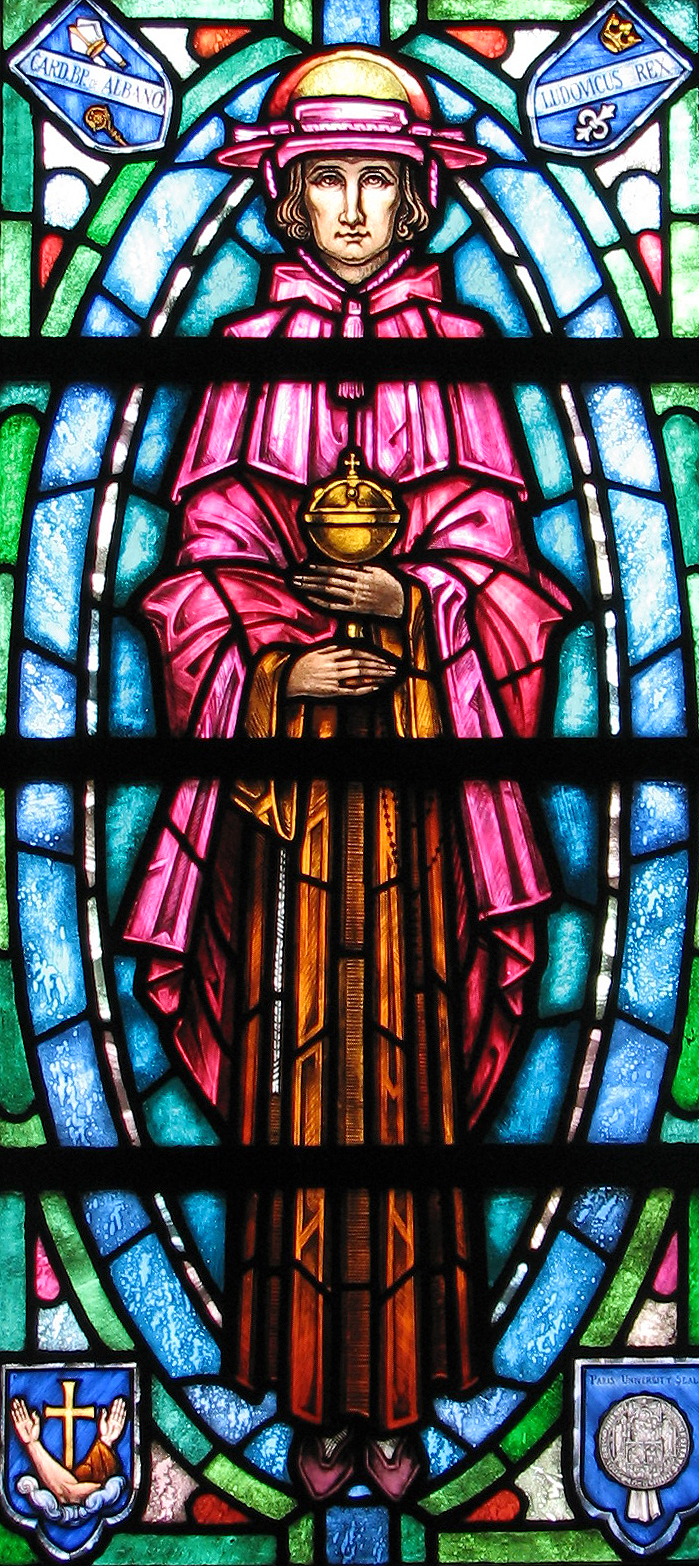
Vitrall modern a una església de Washington DC
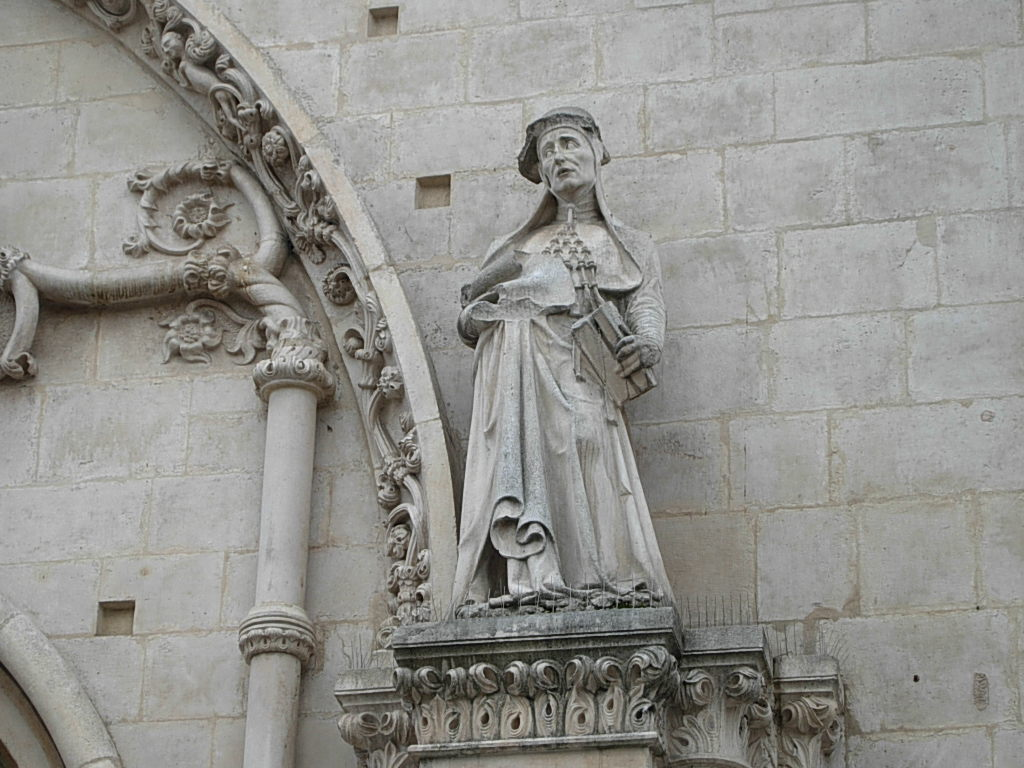
Estàtua a la Sta. Annunziata de Sulmona
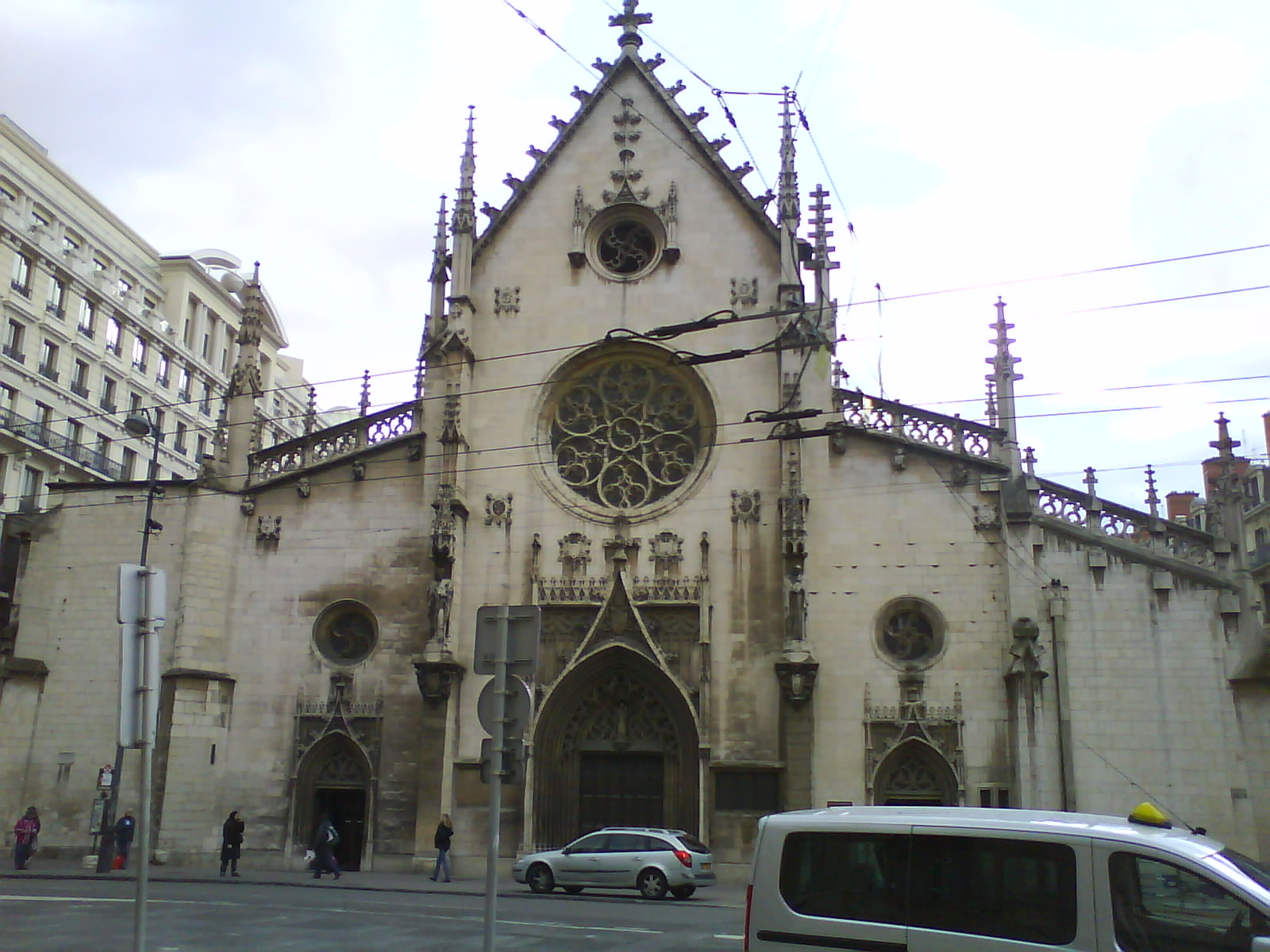
Església de Sant Bonaventura a Lió, antiga església del convent franciscà on havia estat enterrat

## Iconografia
Obresː
- Imatge de Sant Bonaventura al Cementiri del Masnou, obra de Pere Carbonell i Huguet (1908)

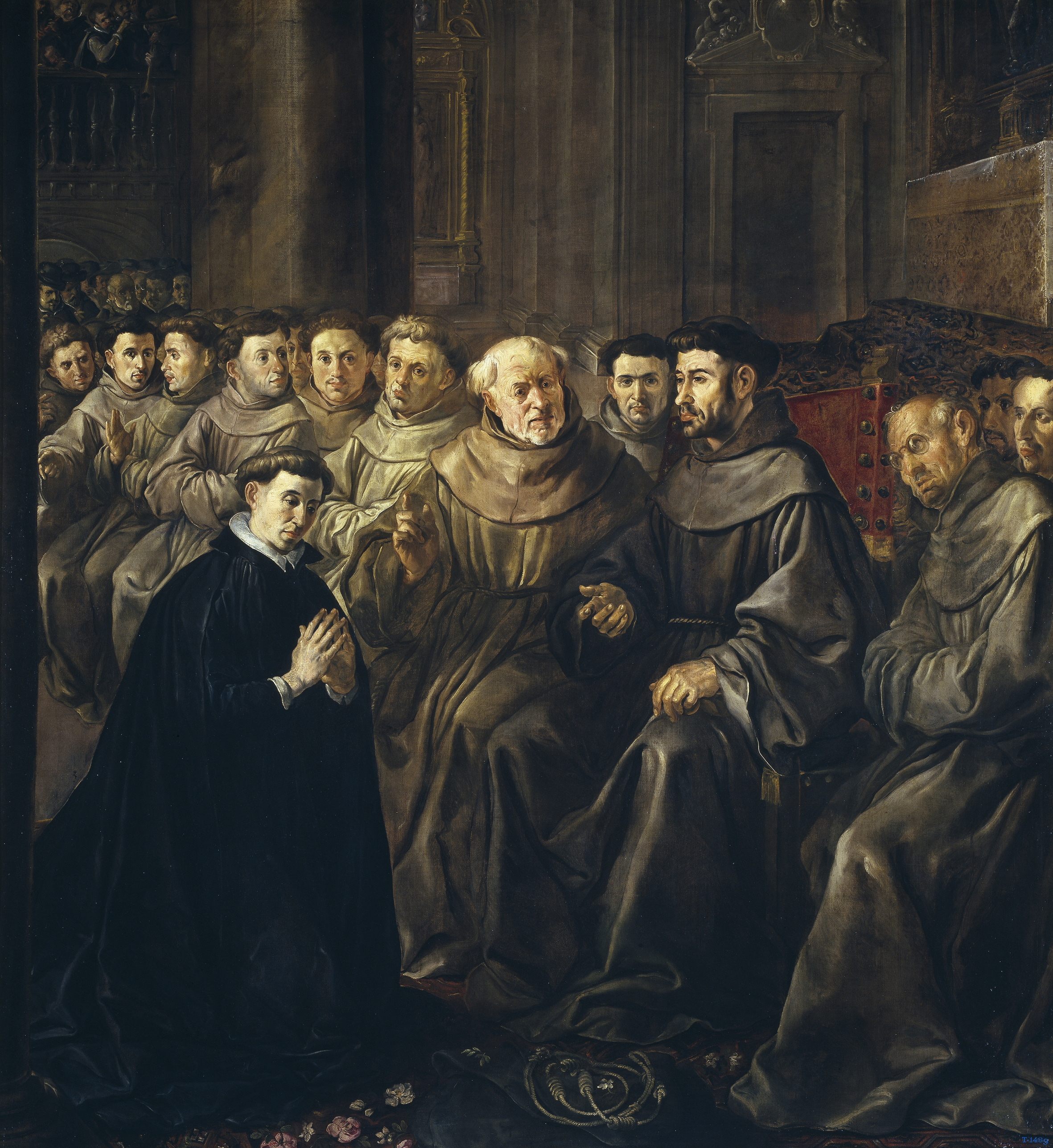
Pintura de Francisco Herrera el Viejo, 1628 (Madrid, Prado)
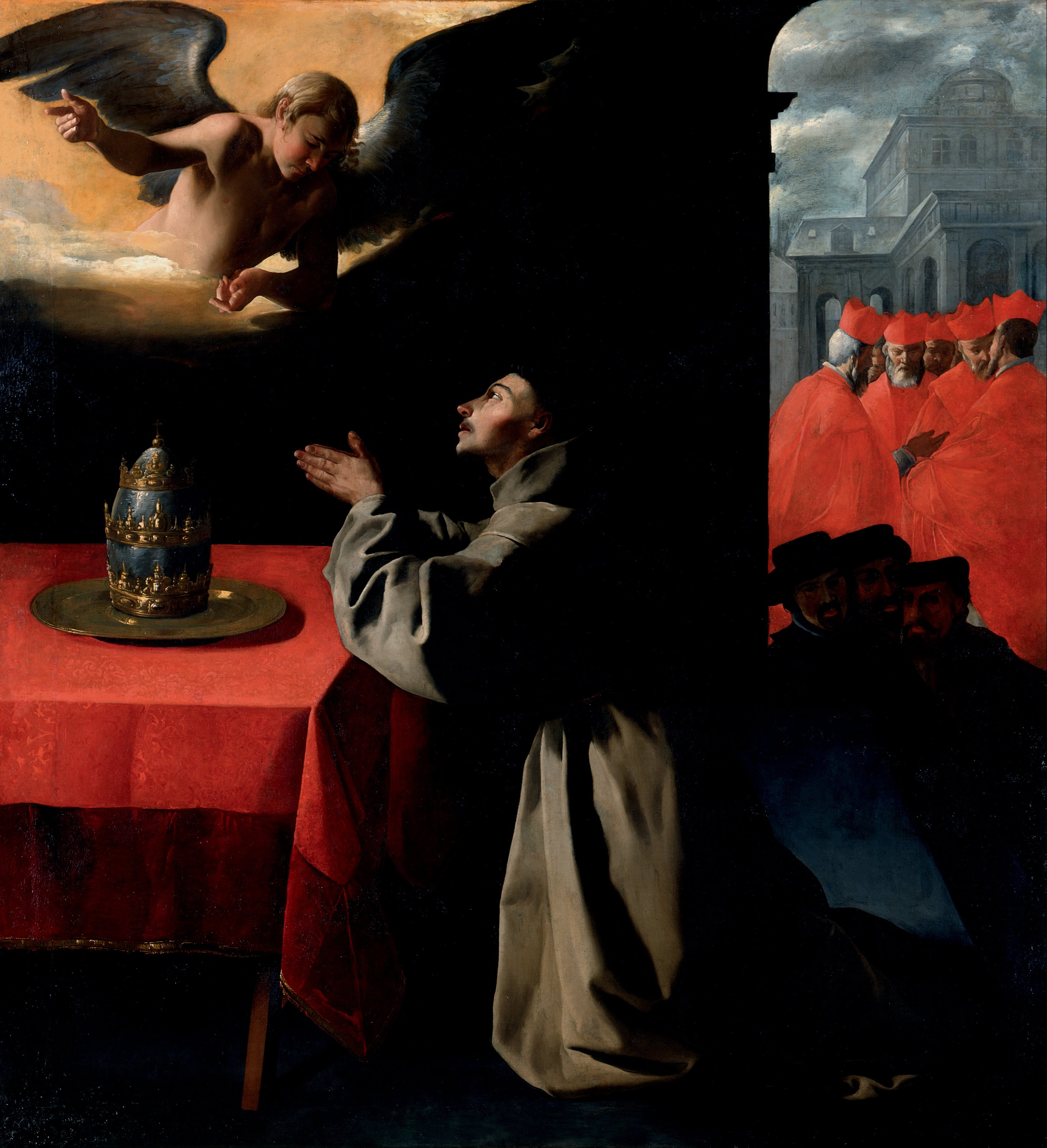
Pintura de Zurbarán (París, Louvre)
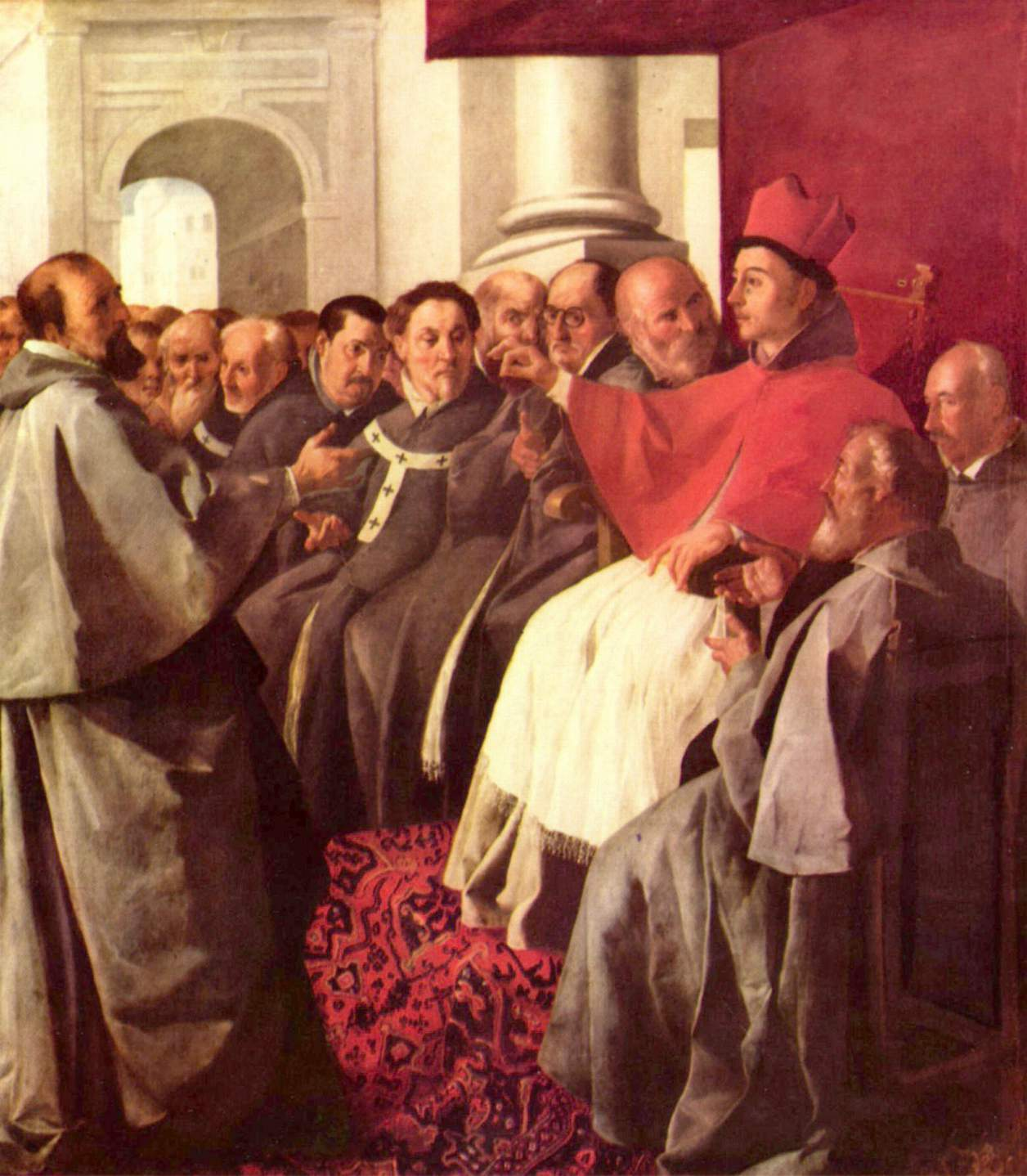
Sant Bonaventura al Concili de Lió, quadre de Zurbarán, 1640-50 (París, Louvre)
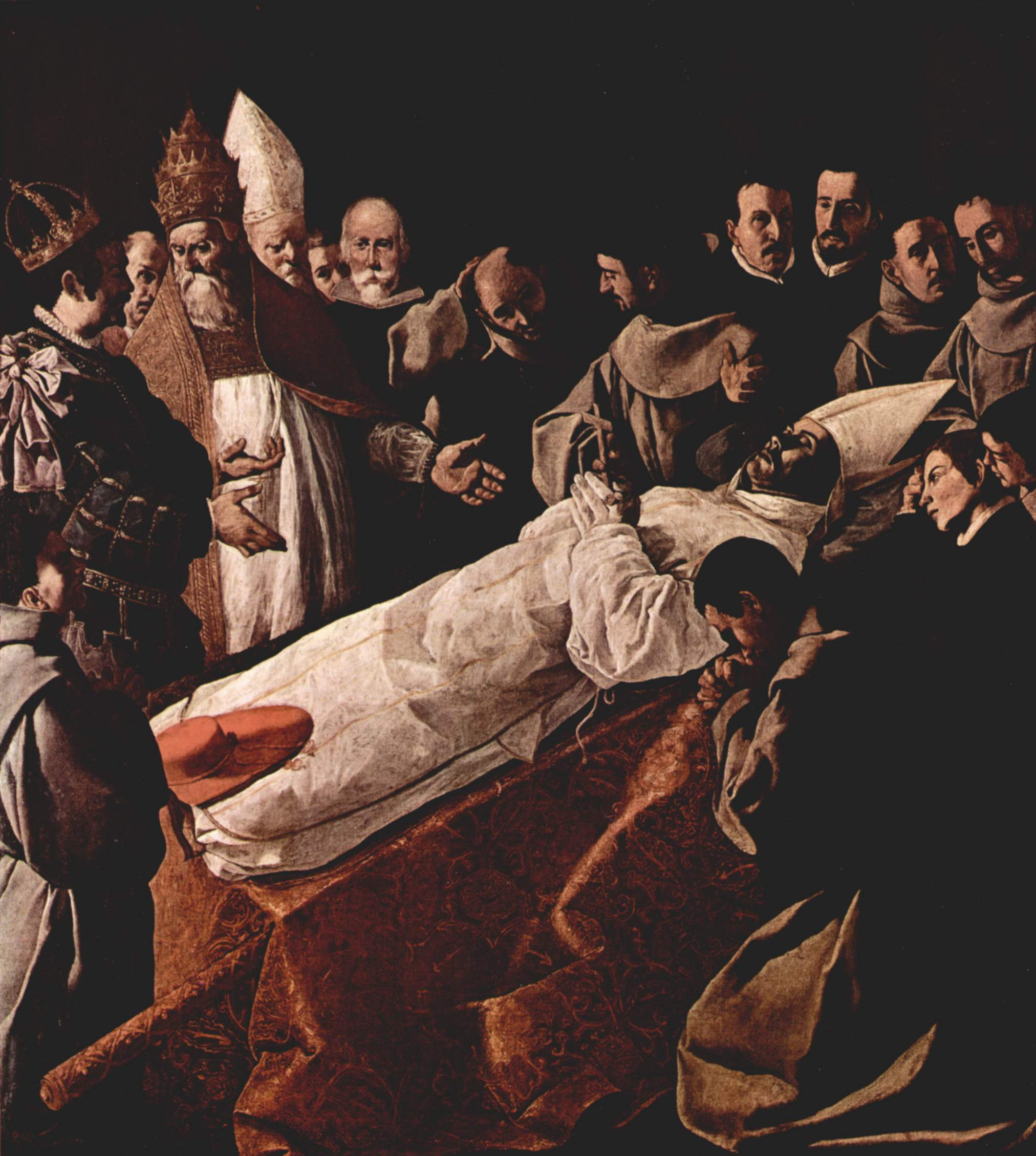
Exposició del cos de Sant Bonaventura per Zurbarán, 1629 (París, Louvre)
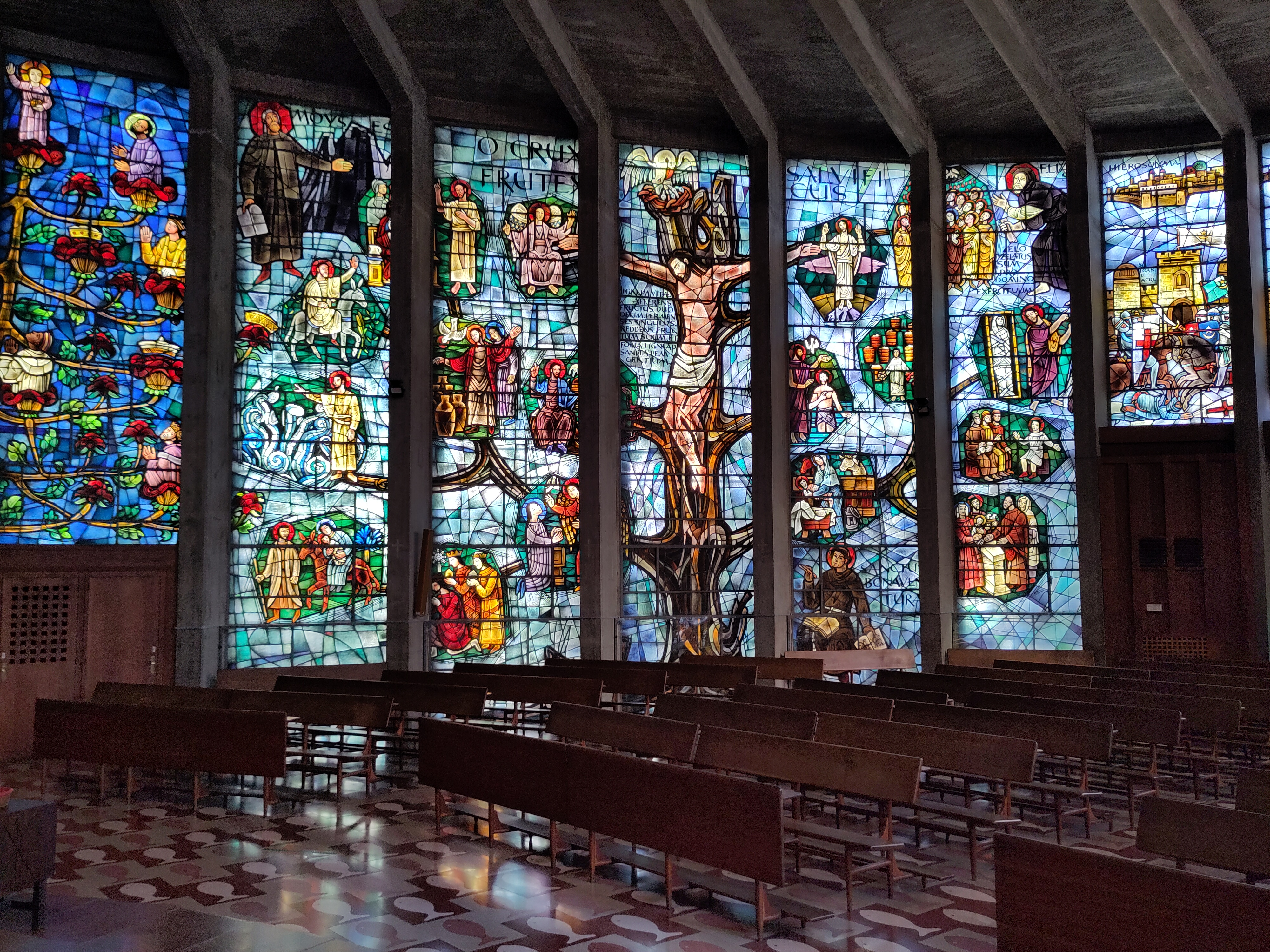
Representació del Lignum Vitae de Sant Bonaventura a l'església de la Porciúncula de Palma